# Territoriale indeling van Rio Grande do Sul

Rio Grande do Sul

De Braziliaanse deelstaat Rio Grande do Sul is ingedeeld in 7 mesoregio's, 35 microregio's en 497 gemeenten.

## Centro Ocidental Rio-Grandense (mesoregio)
3 microregio's, 31 gemeenten

### Restinga Seca (microregio)
9 gemeenten:
Agudo -
Dona Francisca -
Faxinal do Soturno -
Formigueiro -
Ivorá -
Nova Palma -
Restinga Seca -
São João do Polêsine -
Silveira Martins

### Santa Maria (microregio)
13 gemeenten:
Cacequi -
Dilermando de Aguiar -
Itaara -
Jaguari -
Mata -
Nova Esperança do Sul -
Santa Maria -
São Martinho da Serra -
São Pedro do Sul -
São Sepé -
São Vicente do Sul -
Toropi -
Vila Nova do Sul

### Santiago (microregio)
9 gemeenten:
Capão do Cipó -
Itacurubi -
Jari -
Júlio de Castilhos -
Pinhal Grande -
Quevedos -
Santiago -
Tupanciretã -
Unistalda

## Centro Oriental Rio-Grandense (mesoregio)
3 microregio's, 54 gemeenten

### Cachoeira do Sul (microregio)
7 gemeenten:
Cachoeira do Sul -
Cerro Branco -
Novo Cabrais -
Pantano Grande -
Paraíso do Sul -
Passo do Sobrado -
Rio Pardo

### Lajeado-Estrela (microregio)
31 gemeenten:
Arroio do Meio -
Bom Retiro do Sul -
Boqueirão do Leão -
Canudos do Vale -
Capitão -
Colinas -
Coqueiro Baixo -
Cruzeiro do Sul -
Doutor Ricardo -
Encantado -
Estrela -
Fazenda Vilanova -
Forquetinha -
Imigrante -
Lajeado -
Marques de Souza -
Muçum -
Nova Bréscia -
Paverama -
Pouso Novo -
Progresso -
Relvado -
Roca Sales -
Santa Clara do Sul -
Sério -
Tabaí -
Taquari -
Teutônia -
Travesseiro -
Vespasiano Corrêa -
Westfália

### Santa Cruz do Sul (microregio)
16 gemeenten:
Arroio do Tigre -
Candelária -
Estrela Velha -
Gramado Xavier -
Herveiras -
Ibarama -
Lagoa Bonita do Sul -
Mato Leitão -
Passa-Sete -
Santa Cruz do Sul -
Segredo -
Sinimbu -
Sobradinho -
Vale do Sol -
Venâncio Aires -
Vera Cruz

## Metropolitana de Porto Alegre (mesoregio)
6 microregio's, 98 gemeenten

### Camaquã (microregio)
8 gemeenten:
Arambaré -
Barra do Ribeiro -
Camaquã -
Cerro Grande do Sul -
Chuvisca -
Dom Feliciano -
Sentinela do Sul -
Tapes

### Gramado-Canela (microregio)
15 gemeenten:
Canela -
Dois Irmãos -
Gramado -
Igrejinha -
Ivoti -
Lindolfo Collor -
Morro Reuter -
Nova Petrópolis -
Picada Café -
Presidente Lucena -
Riozinho -
Rolante -
Santa Maria do Herval -
Taquara -
Três Coroas

### Montenegro (microregio)
21 gemeenten:
Alto Feliz -
Barão -
Bom Princípio -
Brochier -
Capela de Santana -
Feliz -
Harmonia -
Linha Nova -
Maratá -
Montenegro -
Pareci Novo -
Poço das Antas -
Portão -
Salvador do Sul -
São José do Hortêncio -
São José do Sul -
São Pedro da Serra -
São Sebastião do Caí -
São Vendelino -
Tupandi -
Vale Real

### Osório (microregio)
23 gemeenten:
Arroio do Sal -
Balneário Pinhal -
Caraá -
Capivari do Sul -
Capão da Canoa -
Cidreira -
Dom Pedro de Alcântara -
Imbé -
Itati -
Mampituba -
Maquiné -
Morrinhos do Sul -
Mostardas -
Osório -
Palmares do Sul -
Santo Antônio da Patrulha -
Tavares -
Terra de Areia -
Torres -
Tramandaí -
Três Cachoeiras -
Três Forquilhas -
Xangri-lá

### Porto Alegre (microregio)
22 gemeenten:
Alvorada -
Araricá -
Cachoeirinha -
Campo Bom -
Canoas -
Eldorado do Sul -
Estância Velha -
Esteio -
Glorinha -
Gravataí -
Guaíba -
Mariana Pimentel -
Nova Hartz -
Nova Santa Rita -
Novo Hamburgo -
Parobé -
Porto Alegre -
São Leopoldo -
Sapucaia do Sul -
Sapiranga -
Sertão Santana -
Viamão

### São Jerônimo (microregio)
9 gemeenten:
Arroio dos Ratos -
Barão do Triunfo -
Butiá -
Charqueadas -
General Câmara -
Minas do Leão -
São Jerônimo -
Triunfo -
Vale Verde

## Nordeste Rio-Grandense (mesoregio)
3 microregio's, 54 gemeenten

### Caxias do Sul (microregio)
18 gemeenten:
Antônio Prado -
Bento Gonçalves -
Boa Vista do Sul -
Carlos Barbosa -
Caxias do Sul -
Cotiporã -
Coronel Pilar -
Fagundes Varela -
Farroupilha -
Flores da Cunha -
Garibaldi -
Monte Belo do Sul -
Nova Pádua -
Nova Roma do Sul -
Santa Tereza -
São Marcos -
Veranópolis -
Vila Flores

### Guaporé (microregio)
21 gemeenten:
André da Rocha -
Anta Gorda -
Arvorezinha -
Dois Lajeados -
Guabiju -
Guaporé -
Ilópolis -
Itapuca -
Montauri -
Nova Alvorada -
Nova Araçá -
Nova Prata -
Nova Bassano -
Paraí -
Protásio Alves -
Putinga -
São Jorge -
São Valentim do Sul -
Serafina Corrêa -
União da Serra -
Vista Alegre do Prata

### Vacaria (microregio)
14 gemeenten:
Bom Jesus -
Cambará do Sul -
Campestre da Serra -
Capão Bonito do Sul -
Esmeralda -
Ipê -
Jaquirana -
Lagoa Vermelha -
Monte Alegre dos Campos -
Muitos Capões -
Pinhal da Serra -
São Francisco de Paula -
São José dos Ausentes -
Vacaria

## Noroeste Rio-Grandense (mesoregio)
13 microregio's, 216 gemeenten

### Carazinho (microregio)
18 gemeenten:
Almirante Tamandaré do Sul -
Barra Funda -
Boa Vista das Missões -
Carazinho -
Cerro Grande -
Chapada -
Coqueiros do Sul -
Jaboticaba -
Lajeado do Bugre -
Nova Boa Vista -
Novo Barreiro -
Palmeira das Missões -
Pinhal -
Sagrada Família -
Santo Antônio do Planalto -
São José das Missões -
São Pedro das Missões -
Sarandi

### Cerro Largo (microregio)
11 gemeenten:
Caibaté -
Campina das Missões -
Cerro Largo -
Guarani das Missões -
Mato Queimado -
Porto Xavier -
Roque Gonzales -
Salvador das Missões -
São Paulo das Missões -
São Pedro do Butiá -
Sete de Setembro

### Cruz Alta (microregio)
13 gemeenten:
Alto Alegre -
Boa Vista do Incra -
Campos Borges -
Cruz Alta -
Espumoso -
Fortaleza dos Valos -
Ibirubá -
Jacuizinho -
Jóia -
Quinze de Novembro -
Saldanha Marinho -
Salto do Jacuí -
Santa Bárbara do Sul

### Erechim (microregio)
30 gemeenten:
Aratiba -
Áurea -
Barão de Cotegipe -
Barra do Rio Azul -
Benjamin Constant do Sul -
Campinas do Sul -
Carlos Gomes -
Centenário -
Cruzaltense -
Entre Rios do Sul -
Erebango -
Erechim -
Erval Grande -
Estação -
Faxinalzinho -
Floriano Peixoto -
Gaurama -
Getúlio Vargas -
Jacutinga -
Ipiranga do Sul -
Itatiba do Sul -
Marcelino Ramos -
Mariano Moro -
Paulo Bento -
Ponte Preta -
Quatro Irmãos -
São Valentim -
Severiano de Almeida -
Três Arroios -
Viadutos

### Frederico Westphalen (microregio)
27 gemeenten:
Alpestre -
Ametista do Sul -
Caiçara -
Constantina -
Cristal do Sul -
Dois Irmãos das Missões -
Engenho Velho -
Erval Seco -
Frederico Westphalen -
Gramado dos Loureiros -
Iraí -
Liberato Salzano -
Nonoai -
Novo Tiradentes -
Novo Xingu -
Palmitinho -
Pinheirinho do Vale -
Planalto -
Rio dos Índios -
Rodeio Bonito -
Rondinha -
Seberi -
Taquaruçu do Sul -
Três Palmeiras -
Trindade do Sul -
Vicente Dutra -
Vista Alegre

### Ijuí (microregio)
16 gemeenten:
Ajuricaba -
Alegria -
Augusto Pestana -
Boa Vista do Cadeado -
Bozano -
Chiapetta -
Condor -
Coronel Barros -
Coronel Bicaco -
Ijuí -
Inhacorá -
Nova Ramada -
Panambi -
Pejuçara -
Santo Augusto -
São Valério do Sul

### Não-Me-Toque (microregio)
7 gemeenten:
Colorado -
Lagoa dos Três Cantos -
Não-Me-Toque -
Selbach -
Tapera -
Tio Hugo -
Victor Graeff

### Passo Fundo (microregio)
26 gemeenten:
Água Santa -
Camargo -
Casca -
Caseiros -
Charrua -
Ciríaco -
Coxilha -
David Canabarro -
Ernestina -
Gentil -
Ibiraiaras -
Marau -
Mato Castelhano -
Muliterno -
Nicolau Vergueiro -
Passo Fundo -
Pontão -
Ronda Alta -
Santa Cecília do Sul -
Santo Antônio do Palma -
São Domingos do Sul -
Sertão -
Tapejara -
Vanini -
Vila Lângaro -
Vila Maria

### Sananduva (microregio)
11 gemeenten:
Barracão -
Cacique Doble -
Ibiaçá -
Machadinho -
Maximiliano de Almeida -
Paim Filho -
Sananduva -
Santo Expedito do Sul -
São João da Urtiga -
São José do Ouro -
Tupanci do Sul

### Santa Rosa (microregio)
13 gemeenten:
Alecrim -
Cândido Godói -
Independência -
Novo Machado -
Porto Lucena -
Porto Mauá -
Porto Vera Cruz -
Santa Rosa -
Santo Cristo -
São José do Inhacorá -
Três de Maio -
Tucunduva -
Tuparendi

### Santo Ângelo (microregio)
16 gemeenten:
Bossoroca -
Catuípe -
Dezesseis de Novembro -
Entre-Ijuís -
Eugênio de Castro -
Giruá -
Pirapó -
Rolador -
Santo Ângelo -
Santo Antônio das Missões -
São Luiz Gonzaga -
São Miguel das Missões -
São Nicolau -
Senador Salgado Filho -
Ubiretama -
Vitória das Missões

### Soledade (microregio)
8 gemeenten:
Barros Cassal -
Fontoura Xavier -
Ibirapuitã -
Lagoão -
Mormaço -
São José do Herval -
Soledade -
Tunas

### Três Passos (microregio)
20 gemeenten:
Barra do Guarita -
Boa Vista do Buricá -
Bom Progresso -
Braga -
Campo Novo -
Crissiumal -
Derrubadas -
Doutor Maurício Cardoso -
Esperança do Sul -
Horizontina -
Humaitá -
Miraguaí -
Nova Candelária -
Redentora -
São Martinho -
Sede Nova -
Tenente Portela -
Tiradentes do Sul -
Três Passos -
Vista Gaúcha

## Sudeste Rio-Grandense (mesoregio)
4 microregio's, 25 gemeenten

### Jaguarão (microregio)
4 gemeenten:
Arroio Grande -
Herval -
Jaguarão (gemeente) -
Pedras Altas

### Litoral Lagunar (microregio)
4 gemeenten:
Chuí -
Rio Grande -
Santa Vitória do Palmar -
São José do Norte

### Pelotas (microregio)
10 gemeenten:
Arroio do Padre -
Canguçu -
Capão do Leão -
Cerrito -
Cristal -
Morro Redondo -
Pedro Osório -
Pelotas -
São Lourenço do Sul -
Turuçu

### Serras de Sudeste (microregio)
7 gemeenten:
Amaral Ferrador -
Caçapava do Sul -
Candiota -
Encruzilhada do Sul -
Pinheiro Machado -
Piratini -
Santana da Boa Vista

## Sudoeste Rio-Grandense (mesoregio)
3 microregio's, 19 gemeenten

### Campanha Central (microregio)
4 gemeenten:
Rosário do Sul -
São Gabriel -
Santa Margarida do Sul -
Santana do Livramento

### Campanha Meridional (microregio)
5 gemeenten:
Aceguá -
Bagé -
Dom Pedrito -
Hulha Negra -
Lavras do Sul

### Campanha Ocidental (microregio)
10 gemeenten:
Alegrete -
Barra do Quaraí -
Garruchos -
Itaqui -
Maçambara -
Manoel Viana -
Quaraí -
São Borja -
São Francisco de Assis -
Uruguaiana
Acre · Alagoas · Amapá · Amazonas · Bahia · Ceará · Espírito Santo · Federaal District · Goiás · Maranhão · Mato Grosso · Mato Grosso do Sul · Minas Gerais · Pará · Paraíba · Paraná · Pernambuco · Piauí · Rio de Janeiro · Rio Grande do Norte · Rio Grande do Sul · Rondônia · Roraima · Santa Catarina · São Paulo · Sergipe · Tocantins